# Уно, Тиё
Уно Тиё  (яп. 宇野千代, 28 ноября 1897, Ивакуни — 10 июня 1996, Токио) — японская писательница. Также проявила себя как талантливый редактор, дизайнер кимоно и предприниматель. Состояла в отношениях, в том числе и брачных, со многими мужчинами, среди которых были писатели Одзаки Сиро, Китахара Такэо, художник Того Сэйдзи и другие. Бурная личная жизнь Уно стала темой многих её произведений.

## Биография
Уно Тиё родилась в префектуре Ямагути, Куга-гун (современный город Ивакуни). Происходила из зажиточной семьи владельцев винного бизнеса, однако её отец плохо вёл дела, зато был азартным игроком. Уно рано потеряла мать, позже её отец женился во второй раз на женщине, которая была всего на 12 лет старше его дочери. Отношения Уно с мачехой были тёплыми, она стала прообразом главной героини в повести Уно «Охан» (яп. おはん, 1947).
Уно Тиё окончила женскую школу Ивакуни. В 14 лет вышла замуж за сына старшей сестры своей мачехи, однако через 10 дней вернулась в родительский дом. Уно становится учительницей в младшей школе, но скоро оставляет должность и едет в Корею в Кэйдзё, однако практически сразу возвращается оттуда и выходит замуж за младшего брата своего бывшего мужа. Сначала они живут в Киото, затем переезжают в Токио. В течение 18 дней Уно подрабатывает в ресторане европейской кухни в токийском районе Хонго-сантёмэ, где знакомится с писателями Масао Кумэ, Акутагавой Рюноскэ и другими известными личностями и заводит дружбу с писателем Токо Коном. Затем Уно едет на Хоккайдо и в 1921 году публикует первое произведение. Обнаружив, что писательство может приносить большой доход, она всецело посвящает себя этому занятию. По возвращении в Токио Уно узнает, что её рассказ «Разворошить могилу» (яп. 墓を暴く хака о абаку) был опубликован в популярном журнале «Тюо-корон» (яп. 中央公論) за немалый гонорар, часть которого отправляет в родительский дом. Уно планирует вернуться на Хоккайдо, однако в редакции «Тюо-корон» сталкивается с писателем Сиро Одзаки, и, влюбившись с первого взгляда, остаётся жить с ним в Токио.
В 1936 году Уно основывает журнал мод «Стиль» (яп. スタイル сутайру). Обложку журнала оформляли художники Цугухару Фудзита и автор логотипа Сэйдзи Того, а редактуру Уно осуществляла вместе с Такэо Китахарой, который впоследствии стал её мужем. Во время Второй мировой войны журнал приостановил своё существование, но в 1946 году возродился и стал даже популярнее, чем раньше. В это же время Уно увлекается дизайном кимоно, которые представляет в модных журналах и продаёт.
На время войны Уно оставила писательскую деятельность, её творческое молчание продолжалось ещё 10 лет после наступления мира. Она снова начала писать в 1960-х и начиная с 1980-х создала множество эссе для женской аудитории, посвященных рассуждениям о любви, счастье и долголетии. Среди её рассказов наиболее известны «Охан», который она писала в течение 10 лет, «Эротические откровения» (яп. 色ざんげ) об отношениях с Того Сэйдзи, «История одной женщины» (яп. 或る一人の女の話) и другие. В 1971 году Уно Тиё получает премию по женской литературе за произведение «Счастье» (яп. 幸福), в 1972 — премию Художественной академии Японии, в том же году становится её членом. В 1974 году публикует «Шум дождя» (яп. 雨の音), в 1982 году получает премию Кикути Кана. На следующий год Уно пишет автобиографический рассказ «А я — живу» (яп. 生きて行く私), который становится знаковым произведением в её писательской карьере. В 1990 году удостаивается звания Почётного работника культуры.
Уно Тиё была известна как пионер среди женщин-предпринимателей, активно занимаясь бизнесом до поздних лет.
Также она славилась своим чувством юмора и самоиронией. Например, в эссе «Дом, который построила я» (яп. 私が建てた家) Уно пишет: «Если посчитать, то всего я построила 11 домов», — ссылаясь на тот факт, что каждый раз, выходя замуж и разводясь, она перестраивала свой дом. А о своем долголетии она написала эссе «Мне кажется, я вообще не помру» (яп. 私何だか死なないような気がするんですよ).
Уно Тиё скончалась в больнице Тораномон из-за острой пневмонии в возрасте 98 лет.